# 镇安区
镇安区，中国旧区名。
1949年安东市设置（安东市原属辽东省，1954年改属辽宁省。1965年改名丹东市）。在今辽宁省丹东市区北部。1950年撤销，1951年复设。1955年再撤，并入元宝区。